# IC 5105
IC 5105 — галактика типу E (еліптична галактика) у сузір'ї Мікроскоп.
Цей об'єкт міститься в оригінальній редакції індексного каталогу.